# Bonito (Canindé)
Bonito é um distrito do município brasileiro de Canindé, no interior do estado do Ceará. Segundo o censo demográfico de 2022, realizado pelo Instituto Brasileiro de Geografia e Estatística (IBGE), sua população era de 1 734 habitantes e havia 583 domicílios particulares permanentes ocupados. Foi criado pela lei estadual nº 1.153 de 22 de novembro de 1951.
De acordo com o IBGE, em 2010 a população era de 2 058 habitantes e havia 637 domicílios particulares.